# Jumellea divaricata
Jumellea divaricata är en orkidéart som först beskrevs av Charles Frappier och Eugène Jacob de Cordemoy, och fick sitt nu gällande namn av Rudolf Schlechter. Jumellea divaricata ingår i släktet Jumellea och familjen orkidéer. Inga underarter finns listade i Catalogue of Life.